# Transphobie
Transphobie (wie englisch transphobia von lateinisch trans „jenseitig, darüber hinaus“, und von „Phobie“ von altgriechisch phóbos „Furcht, Schrecken“) bezeichnet eine soziale Abneigung (Aversion) oder Feindseligkeit (Aggressivität) gegen transgeschlechtliche Personen. Eine transphobe Einstellung kann mit Vorurteilen und Ekeln gegenüber trans Personen verbunden sein und zu Aggressionen und gesellschaftlichen Diskriminierungen gegen sie führen. Um auf diesen Umstand zusätzlich hinzuweisen wird auch der Begriff Transfeindlichkeit verwendet. Er soll betonen, dass es sich bei der Ablehnung von trans Personen nicht um eine Phobie im Sinne einer Angststörung handelt. Transphobie kann sich ausdrücken durch Infragestellen oder Aberkennen der Geschlechtsidentität der betroffenen Personen sowie durch psychische und körperliche Gewalt bis hin zur Ermordung von trans Menschen.
Ein starker Zusammenhang besteht zwischen Transphobie und Homophobie (Aversion gegen homosexuelle Personen): In beiden Fällen von Queerfeindlichkeit handelt es sich um die Ablehnung der Abweichung von den geschlechterordnenden Normen des biologischen und des sozialen Geschlechts (Gender) von Mann oder Frau. Viele Transgender-Formen stellen auch heteronormative Sexualvorstellungen in Frage, worauf traditionell eingestellte Personen mit Abwehr bis Ablehnung reagieren können.

## Begriffsgeschichte
Das Wort Transphobie entstand in den 1990er Jahren als Abwandlung des Wortes für Homophobie (Abneigung gegen Homosexualität). Es besteht aus zwei Teilen:
- Die Vorsilbe trans- (lateinisch für ,jenseits) bezieht sich auf Transgeschlechtlichkeit. Als transgeschlechtlich verstehen sich viele Menschen, deren Geschlechterrollen-Verhalten oder Geschlechtsidentitäts-Erleben nicht mit ihrer bei Geburt zugewiesenen Geschlechtsrolle und Geschlechtsidentität zusammenfällt. Zugewiesen ist, was gesellschaftlich aufgrund körperlicher Geschlechtsmerkmale von einem Menschen erwartet wird. Beispielsweise wird bei der Geburt eines Menschen ausgerufen: „Es ist ein Mädchen“, denn das Kind hat eine Vulva; die Person empfindet und lebt jedoch später als Mann.
- Die Endung -phobie (altgriechisch φόβος phοbos für „Angst, Furcht“) stammt aus der Psychiatrie und bezeichnet dort eine ausgeprägte Angst, die als unbegründet oder krankhaft angesehen wird.[5] Gemeint ist damit die Abneigung gegen Transgeschlechtlichkeit.

Mit dem Konzept der Transphobie wurde eine Wendung vorgenommen: Ursprünglich haben Forscher untersucht, warum Menschen trans sind und welche Möglichkeiten es gibt, um dementsprechende Verhaltensmuster und Identitäten abzuschwächen. Unter dem Stichwort Transphobie wird versucht, den professionellen Diskurs auf die Frage zu lenken, warum Menschen ablehnend und gewaltvoll gegen Transgeschlechtlichkeit sind. Um deutlich zu machen, dass es sich in den unter dem Phänomen beschriebenen Fällen nicht um Phobien im Sinne von krankhaften Ängsten, sondern um umfassende Formen der Diskriminierung handelt, wird verstärkt auch der Begriff Transfeindlichkeit genutzt. Der Ausdruck soll den Fokus auch klarer auf die von Diskriminierung Betroffenen und ihre Wahrnehmung der jeweiligen Situation als Anfeindungen legen.
Am Konzept Transphobie wird kritisiert, dass es eine erneute binäre Unterteilung (in trans und cis Menschen) vornehme, sich Menschen aber nicht immer problemlos in eine der beiden Kategorien einteilen ließen. Einige Autoren sehen das Konzept von trans und damit auch Transphobie als ethnozentristisch an, d. h. sie kritisieren, dass der Begriff andere kulturspezifische Geschlechter wie z. B. Hijra nicht adäquat fasse. Der Fokus auf trans Menschen führe außerdem dazu, dass die Diskriminierung von intergeschlechtlichen und Menschen mit Behinderungen vernachlässigt würde. Um auch unbeabsichtigte Formen der Ungleichbehandlung von trans Menschen sowie gesellschaftliche und kulturelle Strukturen, die diese verstärken, stärker zu berücksichtigen und darauf zu verweisen, dass auch cis Menschen davon negativ betroffen sein können, verwenden einige Forscher in Analogie zum Konzept des Heterosexismus auch den Begriff „Cisgenderism“/„Cisgenderismus“.

## Verbreitung
Laut Leipziger Autoritarismus-Studie, die 2024 erstmals auch Daten zu Transfeindlichkeit erhob, wiesen „37 % der Deutschen […] eine geschlossene Abwehr von Transgeschlechtlichkeit auf“. 47 % der Befragten lehnten transfeindliche Aussagen durchgehend ab. Transfeindliche Einstellungen waren insbesondere unter Wählern der AfD verbreitet (71 % geschlossene Ablehnung). Die Zustimmungswerte zu transfeindlichen Aussagen waren im Osten höher als im Westen der Bundesrepublik.

## Transfeindliche Gewalt- und Straftaten
Viele Morde an und gewaltsame Übergriffe auf trans Personen sind transphob motiviert. Wegen der unbefriedigenden Datenlage steht die wissenschaftliche Erforschung transfeindlicher Gewalt noch am Anfang. Eine systematische Übersichtsarbeit aus dem Jahr 2020 fand dass eine von sechs trans Personen von Erfahrungen mit physischer Partnerschaftsgewalt berichten und 10 % der Befragten gaben an, sexualisierte Partnerschaftsgewalt erfahren zu haben. Das Risiko, physische oder sexualisierte Gewalt zu erfahren, war für trans Personen zwei bis dreimal höher als für cis Personen. Von den 27.715 in der 2015 U.S. Transgender Survey befragten Personen gaben 47 % an, in ihrem Leben schon einmal Opfer sexueller Übergriffe geworden zu sein. 13 % der Befragten gaben an, im vorangegangenen Jahr physisch angegriffen worden zu sein.
Auch bei der Erfassung transfeindlicher Straftaten ist von einer hohen Dunkelziffer auszugehen. Vom Bundeskriminalamt werden sie in Deutschland seit 2020 im Themenfeld „Geschlecht/Sexuelle Identität“ erfasst, das seit 2022 auch in die Kategorien „frauenfeindlich“, „männerfeindlich“ und „geschlechtsbezogene Diversität“ differenziert ist. Im Jahr 2021 fielen in den Bereich „Geschlecht/Sexuelle Identität“ 340 erfasste Straftaten. Als einziges Bundesland erfasst Berlin LSBTIQ*-feindliche Straftaten. Im Jahr 2021 wurden dort 456 solcher Straftaten in die Statistik aufgenommen. Weltweit wurden laut Trans Murder Monitoring der Menschenrechtsorganisation Transgender Europe im gleichen Jahr 375 trans Personen ermordet, die höchste Zahl seit Beginn der Erfassung 2008. Die meisten Mordopfer wurden in Brasilien gezählt. Trans Frauen zählten im Großteil der erfassten Fälle zu den Opfern, außerdem zählten Schwarze Menschen, Migrantinnen und Sexarbeiterinnen zu den häufigsten Opfern.

### Ursachen
Auch wenn es wenige empirische Untersuchungen zu den Ursachen transfeindlicher Gewalt gibt, haben Forscher Theorien über verschiedene Gründe aufgestellt. Dazu zählt einerseits Transphobie, verstanden als Hass auf trans Menschen und „cisgenderismus“ (der kulturelle Glaube, dass Menschen cis sind oder sein sollten). Transfeindliche Gewalt dient in dieser Perspektive dazu, trans Menschen für ihr Trans-Sein zu bestrafen oder zu eliminieren. Weil nicht alle trans Menschen im gleichen Maße transfeindlicher Gewalt ausgesetzt sind, spielen vermutlich noch andere Einstellungen eine Rolle, wie der Glaube, dass trans Menschen ihre Mitmenschen allgemein und heterosexuelle Männer, die mit ihnen Sex haben, in Bezug auf ihr Geschlecht täuschen. Trans Frauen of Color sind durch die Überschneidungen verschiedener Diskriminierungs- und Benachteiligungsformen in besonderem Maße von transfeindlicher Gewalt betroffen.

## Transphobie im zwischenmenschlichen Bereich
Aspekte von Transphobie sind dagegen auch, trans Menschen nicht für sich selbst sprechen zu lassen, ihr Geschlecht zu ignorieren, sie nach ihrem Coming-out weiter mit ihrem alten, gegebenen Vornamen und dementsprechend falschen Pronomen anzusprechen (Deadnaming) oder die Person ohne Berücksichtigung ihrer Selbstdefinition als heterosexuell zu lesen. Auch wird trans Personen mit Voyeurismus begegnet, ihnen wird die selbstgewählte Geschlechtsidentität oder ihre geschlechtliche Normvariation abgesprochen, und sie werden mit Fremdzuschreibungen überhäuft. Transphobie bedeutet auch, dass nicht-trans und cis Menschen meinen, über das Authentisch-Sein von trans Menschen urteilen zu können.
Problematisch ist außerdem, dass die Geschlechtsidentität oft als weitere sexuelle Orientierung neben schwul, lesbisch und bisexuell missverstanden wird, was der Selbstwahrnehmung von trans Personen nicht entsprechen muss. Ebenso problematisch ist, wenn trans Personen zu „Vorreitern“ bei der Auflösung von Geschlechterkategorien im Sinne des Postgenderansatzes stilisiert werden, denn für gesellschaftliche Veränderungen von Geschlechterbildern sind Menschen aller Geschlechtsidentitäten verantwortlich. Als transphob gilt auch der Vorwurf an trans Menschen, sie würden traditionelle Geschlechterstereotypen verstärken, indem sie sich durch Operationen „an die Norm“ anpassten.
Transphobie kann auch durch trans Personen selbst ausgeübt werden. Einige Transgeschlechtliche oder Gruppen transgeschlechtlicher Menschen kritisieren das Konzept „queer“, weil sie sich durch die Bezeichnungen transgender, trans*, queer oder LGBTQIA nicht vertreten oder davon vereinnahmt fühlen und daher ihre Sichtbarkeit sowie ihre Interessen bedroht sehen. Das ist eine Kritik, wie sie ähnlich von einer Initiative intergeschlechtlicher Menschen sowohl gegenüber LGBT, queer als auch gegenüber der transgeschlechtlichen Community formuliert wird.

## Transphobie in Psychologie, Psychiatrie und Gesundheitswesen
Transgeschlechtlichkeit (veraltend: Transsexualität) war per Gesetz (Transsexuellengesetz) und bis 2019 im ICD-10 (F 64.0) beziehungsweise bis 2013 im DSM 4 als psychische Krankheit definiert. Im DSM 5 wurde gender identity disorder aus dem Leitfaden gestrichen mit der Erklärung, dass „Gender-Nonkonformität an sich keine psychische Störung“ ist. Auch die ICD-11 hat Gender-Nonkonformintät aus dem Kapitel Psychische und Verhaltensstörungen gestrichen und in das neue Kapitel „Zustände im Zusammenhang mit der sexuellen Gesundheit“ verschoben. Dies spiegele die Erkenntnisse wider, „dass transidente und geschlechtsspezifische Identitäten keine Bedingungen für psychische Erkrankungen sind, und dass ihre Klassifizierung als solche eine enorme Stigmatisierung verursachen kann“.
Trans Personen galten entgegen ihrer Selbstdefinition als „geschlechtsidentitätsgestörte Frau oder Mann“ und damit als kranke, behandlungsbedürftige Menschen. Ihnen wird also vom Staat nicht zugestanden, ihre Geschlechtsidentität selbst zu bestimmen, Experten ihres eigenen Zustandes zu sein. Oftmals mangelt es an Sensibilisierung und Fachkompetenz im Umgang mit betroffenen Personen in medizinischen Einrichtungen. Unzureichendes Fachwissen kann dazu führen, dass diese Patienten im medizinischen Bereich falsch oder unzureichend behandelt werden und, dass transidente Menschen sich im medizinischen Bereich nicht sicher und verstanden fühlen. Sie können das Gefühl haben, dass sie diskriminiert werden oder dass ihre Bedürfnisse und Erfahrungen nicht berücksichtigt werden. Oft nehmen sie deshalb sie eine Vermeidungshaltung ein und zögern medizinische Untersuchungen hinaus oder nehmen sie gar nicht wahr.
Exemplarisch für einen veralteten und transphoben Umgang mit trans Personen in Medizin und staatlichen Fürsorgeinstitutionen war der Fall des trans Mädchens Alex, das vom Jugendamt für eine Konversionstherapie in eine psychiatrische Klinik eingewiesen werden sollte. Infolge des Bekanntwerdens dieses Falls formierte sich ein Aktionsbündnis von Trans-Aktivisten, das eine Demonstration zur Unterstützung der betroffenen Personen und zur Sichtbarmachung von struktureller Transphobie organisierte.

## Transphobie im Rechtswesen
Zur Personenstandsänderung, also der Änderung des Geschlechtseintrags, brauchten transgeschlechtliche (transsexuelle) Menschen bis November 2024 in der Regel zwei Gutachten von zwei unabhängigen Gutachtern, die aufgrund ihrer Ausbildung und beruflichen Erfahrung mit Transgeschlechtlichkeit ausreichend vertraut sind.
Das Transsexuellengesetz galt bis zu seiner Ablösung im Jahr 2024 durch das Selbstbestimmungsgesetz, war in den Jahrzehnten seiner Gültigkeit aber durch das Bundesverfassungsgericht in mehreren Schritten in wesentlichen Teilen als rechtswidrig bewertet worden, u. a. weil es gegen das Recht auf körperliche Unversehrtheit verstieß. Personenstandsänderungen wurden dort in früheren Fassungen nur erlaubt, wenn die betreffenden Personen durch sogenannte geschlechtsangleichende Operationen ihre äußeren Geschlechtsmerkmale operativ verändern ließen, sowie zeugungs- und gebärunfähig gemacht wurden. 
2023 legten das Bundesministerium der Justiz und das Bundesministerium für Familie, Senioren, Frauen und Jugend einen Entwurf für ein Gesetz über die Selbstbestimmung in Bezug auf den Geschlechtseintrag und zur Änderung weiterer Vorschriften (Selbstbestimmungsgesetz, SBGG) vor, nach dem die Gutachtenpflicht für die Änderung des Personenstandes und des Vornamens wegfallen soll.
Nach vielen, teils umstrittenen und langwierigen Detailänderungen wurde das Selbstbestimmungsgesetz im Frühjahr 2024 mit den Stimmen der Ampelkoalition verabschiedet und im November 2024 gültig. Nach Ansicht vieler Betroffener enthält es nach wie vor einige problematische Teile, die unsinnige Einschränkungen und Verdachtsmomente in sich tragen.
Weitere Gesetze wurden seit 2012 in mehreren anderen Ländern eingeführt.

## Transphobie in religiösen Zusammenhängen
Die Römische Kurie erließ zunächst „sub secretum“ im Jahr 2000, später offiziell im Jahre 2003 ein Dekret, dass nach dem Verständnis der katholischen Kirche eine geschlechtsangleichende Operation „so oberflächlich und äußerlich sei, dass sie die Persönlichkeit nicht verändere. Wenn eine Person männlich sei, bleibe sie männlich. Wenn sie weiblich sei, bleibe sie weiblich“. Außerdem verändere eine gesetzliche Personenstandsänderung nicht den „kanonischen Status“ einer Person, der besage, dass eine Person „männlich oder weiblich sei vom Moment der Geburt an“. Im Zusammenhang mit einem konkreten Fall im spanischen Bistum Cádiz y Ceuta wurde transgeschlechtlichen Menschen das Recht und die Fähigkeit abgesprochen, Taufpate oder -patin zu werden.
In den USA werden transfeindliche Bewegungen maßgeblich von christlich-konservativen und evangelikalen Gruppierungen unterstützt, die mit der Begründung, Mädchen und Frauen zu schützen, transfeindliche Gesetzesvorhaben unterstützen und dabei auch mit radikalfeministischen Gruppen kooperieren. Im Jahr 2023 wurden (Stand Juni 2023) 74 transphobe Gesetze in 23 Bundesstaaten der Vereinigten Staaten eingeführt.

## Transphobie in den Medien
Darstellungen von trans Menschen werden in der westlichen Kultur exotisiert, fetischisiert und skandalisiert. Von den Medien wurden transphobe Vorstellungen verbreitet, zum Beispiel in einem Beitrag von Arno Frank in der taz über den trans Mann Thomas Beatie vom 2. Juli 2008. Frank hatte etwa über ihn geschrieben, er sei „kein Mann, sondern eine schrecklich verstümmelte Frau“. In diesem Fall war zum ersten Mal der Deutsche Presserat wegen diskriminierender und dem Pressekodex zuwiderlaufender Berichterstattung über trans Menschen eingeschritten, nachdem sich in sozialen Netzwerken und unter den Lesern der taz Protest formiert hatte. TransInterQueer e. V. meinte dazu: „Da fiel es einem Journalisten besonders schwer, geschlechtliche Vielfalt wahrzunehmen und professionell abzubilden.“
Unter der Bezeichnung Transface (entsprechend zu Blackface) wird der Einsatz von Cisgender-Schauspieler(inne)n in Spielfilmen gefasst, die in Rollen eingesetzt werden, die trans Personen darstellen sollen.

## Unsichtbarkeit der Diskriminierung von trans Personen in der Gesellschaft
Im Jahr 2008 veröffentlichte die Antidiskriminierungsstelle des Bundes die von ihr in Auftrag gegebene Fallstudie zur „Wahrnehmung von Diskriminierung und Antidiskriminierungspolitik in unserer Gesellschaft“. Die Zahlen dieser Studie sind die einzigen offiziellen Zahlen, die es zum Thema Transphobie in Deutschland gibt.
Die Studie kommt dabei zu dem Schluss: „Das Thema Diskriminierung und die Gleichbehandlung bzw. die Förderung benachteiligter Gruppen in unserer Gesellschaft brennen der Mehrheit der Deutschen nicht wirklich auf den Nägeln. Die Aufmerksamkeit gegenüber dem Thema [… ist] eher gering.“ „Verbreitet ist eine Haltung des ‚Jeder ist sich selbst der Nächste‘, […] Lediglich 15 Prozent der Bevölkerung können als harter Kern der Gleichbehandlungsbefürworter gelten. Das sind diejenigen, die die Aussage ‚Antidiskriminierungspolitik halte ich für überflüssig‘ entschieden ablehnen (insgesamt 40 Prozent stimmen der Aussage zu).“
71 % der Befragten bejahten, dass für trans Menschen nichts oder weniger getan werden solle. 5 % waren der Ansicht, für trans Menschen solle viel mehr getan werden. 49 % geben an, keine Diskriminierung von trans Menschen erkennen zu können. 15 % der Bevölkerung sehen eine starke oder sehr starke Diskriminierung. 45 % haben kein Verständnis für trans Menschen (40 % der Frauen, 50 % der Männer).

## Mehrfachdiskriminierungen
Nichtweiße und materiell weniger begüterte trans Personen erleben in unserer Gesellschaft oft Mehrfachdiskriminierung im Sinn der Intersektionalität und damit verbundene vielfältigere Unsichtbarmachung und Ausgrenzung. Auch Misogynie und Transphobie treten oft zusammen auf und führen zu einer verstärkten Diskriminierung von trans Frauen (Transmisogynie). In Brasilien sind arme, schwarze trans Frauen die häufigsten Opfer transphober Morde.

## Transphobie in rechtsextremen und rechtsalternativen Milieus
Im Rechtsextremismus sind transphobe Einstellungen weit verbreitet. Die Abwertung von queeren Lebensweisen dienen Neulingen teilweise als Ritual, um in der Szene aufgenommen zu werden. Nach Einschätzung von Miro Dittrich vom Center für Monitoring, Analyse und Strategie entwickelte sich Transphobie seit 2022 stärker noch zu einem zentralen Element der rechtsextremen Szene, wobei er hierbei insbesondere die USA im Blick hat. In einigen zeitgenössischen Fällen kann aber auch das Ausspielen von LGBTQA+-Rechten für eigene Zwecke beobachtet werden, etwa in der vor allem in Skandinavien anzutreffenden Behauptung, diese Rechte vor Einwanderern aus afrikanischen Ländern schützen zu wollen. Für die sogenannte Alt-Right stellt Transfeindlichkeit einen wichtigen Anknüpfungspunkt an gemäßigtere rechte Positionen („Alt-light“) dar.
Die rechtsalternative „Querdenken“-Szene verbindet ihre Verschwörungserzählungen teilweise mit transphoben Einstellungen, indem behauptet wird, Transgender sei ein Mittel der „Umerziehung“ durch den Staat.

## Transphobie in feministischen und homosexuellen Zusammenhängen
Die trans Frau Sandy Stone beschrieb, Transphobie in den 1970er-Jahren in feministischen, lesbischen und schwulen Zusammenhängen erfahren zu haben. Die „Lesbian Organization of Toronto“ entschied sich beispielsweise offen dafür, trans Frauen aus ihrer Gruppe auszuschließen. Grundlage dafür waren damals vorherrschende essentialistische Geschlechtsrollenbilder. Eine Transition von weiblich nach männlich könne demnach als „Verrat“ an der Weiblichkeit, als Wechsel auf die „Täterseite“ empfunden werden. Als eine transphobe Publikation ist in diesem Zusammenhang The Transsexual Empire der Feministin Janice Raymond zu nennen. Sie schreibt beispielsweise: „Alle Transsexuellen vergewaltigen weibliche Körper, indem sie die reale weibliche Gestalt auf einen Artefakt, auf ein vom Menschen geschaffenes Objekt reduzieren, um sich dieses anzueignen […]“. Lesbisch sozialisierte trans Männer wurden etwa nach ihrer Transition aus lesbischen Gruppen ausgeschlossen und waren möglicherweise gleichzeitig in der schwulen Community nicht akzeptiert.
Insbesondere in den USA und im UK – dort vor allem angestoßen durch die 2017 begonnene Debatte um die Reform des Gender Recognition Acts – kam es von Seiten von Personen und Gruppen wie der Women’s Declaration International, LGB Alliance oder Fair Play for Women, die sich selbst als „genderkritisch“ bezeichnen und von Opponenten mitunter als „TERF“ bezeichnet werden zu Bemühungen, trans Frauen aus für Frauen vorgesehenen Räumen auszuschließen. Häufig bezieht sich die Argumentation darauf, dass trans Frauen, also aus Sicht der Genderkritikerinnen „Männer“, auf Frauentoiletten oder in ähnlich binärgeschlechtlich abgetrennte Räume gelangen könnten. Als Argument werden zudem Sorgen vor einer Dominanz von trans Personen in sportlichen Wettbewerben angeführt und Tests zur Feststellung des Geschlechts (womit in diesem Fall zumeist eine eher enge Definition des biologischen Geschlechts gemeint ist) von Athleten gefordert. Grundannahme entsprechender Strömungen ist es, dass das bei Geburt zugewiesene Geschlecht stets das Geschlecht einer Person bleibe und dass nur Menschen, die ihr ganzes Leben als Frauen gelebt haben, die Unterdrückung von Frauen nachvollziehen könnten. Trans Frauen werden innerhalb des „genderkritischen“ Feminismus deshalb als Männer bezeichnet, die psychisch krank seien und z. B. durch Konversionstherapie behandelt werden müssten. Damit einher geht ein verstärkter Fokus auf das biologische Geschlecht (sex) von Menschen. Zoë Playdon, emeritierte Professorin für Medical Humanities, sieht in der Haltung transausschließender Feministinnen mitunter auch eine psychologische Abwehrstrategie für die von ihnen zuvor erlebte Gewalt und sexuellen Missbrauch durch Männer. Sie würden diese traumatischen Gefühle auf trans Personen (insbesondere trans Frauen) übertragen und sie daher aus ihren Räumen verbannen wollen.
„Genderkritische“ Feministinnen engagieren sich außerdem gegen eine LGBTIQ-inklusive Pädagogik und die mediale Repräsentation von trans Menschen, die sie als Folge einer „Gender-Ideologie“ darstellen. Es wird behauptet, Mädchen werde mit einer Transition zum männlichen Geschlecht „ein schneller Ausweg aus der Frauenfeindlichkeit verkauft“, anstatt gesellschaftliche Frauenfeindlichkeit als solche zu überwinden. Dies wird oft verbunden mit eigenen Erlebnissen aus der Kindheit, in denen die Geschlechterrollen als zu repressiv wahrgenommen wurden. Viele transausschließende Feministinnen behaupten daher, „wäre ich in der heutigen Zeit aufgewachsen, hätte man mich zur Transition überredet.“
Im feministischen Aktivismus gegen Transrechte kommt es zu inhaltlichen und personellen Überschneidungen mit antifeministischen und anti-trans-Diskursen auf Seiten konservativer Christen und Politiker (vgl. Anti-Gender-Bewegung).

## Strategien gegen Transphobie

### Selbsthilfestrukturen und privates Umfeld
Hilfreich zur Bewältigung transphober Übergriffe sind geschützte Räume von und für trans Personen im Sinn des Empowerments. Das sind Orte, wo ihre Identität und ihr Selbstausdruck selbstverständlich akzeptiert sind. Dort kommen sie in Kontakt zu Menschen mit ähnlichen Erfahrungen und bekommen Unterstützung.
Jannik Franzen vom Berliner TransInterQueer e. V. empfiehlt folgende Strategien zur Reduzierung von Transphobie für Cisgender-Menschen:
- offen dafür sein, nicht zu wissen, welches Geschlecht ein Mensch hat bzw. wie sie/er sich definiert
- Menschen fragen, mit welchem Namen und Pronomen sie angesprochen werden möchten
- diese Selbstdefinitionen respektieren
- sich mit der Bezeichnung trans* beschäftigen, die vielen verschiedenen Identitäten, die möglich sind, mitdenken
- Mehrfachzugehörigkeiten mitdenken, etwa zu People of Color und Menschen mit Behinderungen
- falls Neugier aufkommt, die Grenzen der trans Person respektieren (Fragen nach Körper oder Operationen – Überlegung, ob ähnliche Fragen Nicht-Trans-Personen, also Cisgender-Personen gestellt werden würden)
- eigene Bilder von Geschlecht hinterfragen
- Zweigeschlechtlichkeit hinterfragen
- Raumpolitiken entsprechend überdenken[4]

Der Autor Matt Kailey stellte für Menschen, die sich im zwischenmenschlichen Umgang mit trans Personen unsicher sind, zehn unpassende Fragen und eine kleine Trans Etiquette for Non-Trans People zusammen und begründet seine Empfehlungen. Unter diesen unpassenden Fragen sind z. B. solche nach Operationen, nach Passing, nach Sexualität, nach Geschlechtsidentität, nach Erfahrungen mit Transphobie. Seine Forderungen beziehen sich u. a. darauf, trans Personen als solche nicht zu outen (im Unterschied zum freigewählten Coming-out), den korrekten Namen und das korrekte Pronomen zu verwenden, nur dann persönliche Fragen zu stellen, wenn man dazu eingeladen wird, die Person nicht ungewollt zu berühren und die Person so respektvoll zu behandeln, wie man auch andere Menschen behandeln würde.

### Politische Forderungen
Weiterhin stellen trans Personen folgende politische Forderungen zur Reform des Transsexuellengesetzes:
- Abschaffung der Begutachtung und des gerichtlichen Verfahrens – Recht auf Selbstbestimmung
- statt des gerichtlichen Verfahrens Änderung des Vornamens und des Personenstandes auf Antrag bei der für das Personenstandswesen zuständigen Behörde
- Ausbau des Offenbarungsverbots; Einbeziehung in das Ordnungswidrigkeitenrecht;
- rechtliche Absicherung der Leistungspflicht der Krankenkassen
- u. a. rechtliche Regelungen[67]. Durch Akademiker und Aktivisten wurde vielfach die Bedeutung einer besseren Verfolgung von Hasskriminalität hervorgehoben. Die Evidenz für die Wirksamkeit von entsprechenden rechtlichen Maßnahmen ist allerdings gering.[14]

### Herstellung der Sichtbarkeit von Transphobie
Im Jahr 2009 hat das Komitee von IDAHO (Internationaler Tag gegen Homo-, Bi-, Inter- und Transphobie am 17. Mai), eine Kampagne zum Thema Geschlechtsidentität durchgeführt. Das Motto lautete „Transphobie ablehnen, Respekt vor der geschlechtlichen Identität“. Dem Aufruf folgten 300 Verbände aus 75 Ländern. Zu den bekanntesten Unterzeichnern zählen der Grünen-Politiker Daniel Cohn-Bendit, Judith Butler, der ehemalige Präsident der EG-Kommission Jacques Delors sowie Literatur-Nobelpreisträgerin Elfriede Jelinek. Zu den Hauptforderungen gehörte auch der Appell an die Vereinten Nationen, die Menschenrechtsverletzungen zu prüfen, die trans Personen weltweit erleiden müssen, und Maßnahmen zu ergreifen, die diese Missbräuche beenden.
Seit 1998 gibt es den Transgenialen CSD in Berlin, der sich als politische Alternative zum kommerziellen Christopher Street Day versteht. Bei dieser Pride Parade sollen nicht nur die schwul-lesbischen Interessen, sondern gleichermaßen die Interessen von trans Menschen, intergeschlechtlichen Menschen und der zusätzlich durch Rassismus mehrfach diskriminierten Menschen repräsentiert werden. Im Jahr 2010 erfuhr der Transgeniale CSD mit etwa 5000 Teilnehmern großen Zulauf, was auch auf die eine Woche zuvor von Judith Butler ausgelöste Rassismus-Kontroverse zurückgeführt wird. Im Zuge dessen hat sie den Zivilcouragepreis des CSD Berlin abgelehnt. Im Jahr 2010 war auch die weltweite Kampagne „Stopp Trans-Pathologisierung 2012“ auf dem Transgenialen CSD vertreten, die sich für die Entpathologisierung von Trans-Identitäten und deren Streichung aus den Krankheitskatalogen (DSM und ICD) einsetzt.
Am 20. November wird jährlich der Transgender Day of Remembrance (TDoR) begangen („Tag der Erinnerung an die Opfer von Trans*feindlichkeit“). Dabei werden die Namen der im vorangegangenen Jahr im Rahmen von transphoben Hassverbrechen getöteten Menschen laut verlesen. Der Transgender Day of Remembrance wurde 1998 von der Grafik-Designerin, Journalistin und Aktivistin Gwendolyn Ann Smith begründet, um an den Mord an Rita Hester in Allston (Massachusetts, USA) zu erinnern und um generell Transphobie und transphobe Morde weltweit öffentlich zu machen.

### Pädagogische Maßnahmen gegen Transfeindlichkeit
Auch pädagogischen Einrichtungen wie Schulen – in denen Transfeindlichkeit verbreitet ist – wird im Einsatz gegen Transfeindlichkeit eine große Wichtigkeit zugesprochen. Maßnahmen dort setzen häufig darauf dass persönlicher Kontakt zu Mitgliedern einer Gruppe zu einer positiveren Bewertung der gesamten Gruppe führt. In diesem Sinne besuchen beispielsweise Aufklärungsprojekte Schulen und Jugendeinrichtungen. Auch von der Darstellung der Lebenswirklichkeiten von trans Menschen in Schulbüchern und anderen Medien wird ein Rückgang transfeindlicher Einstellungen erwartet. Als besonders erfolgreich haben sich Materialien gezeigt, die auf einzelne Personen und ihre Erfahrungen eingehen und Empathie mit diesen hervorrufen können. In Bildungsplänen werden die Themen geschlechtlicher und sexueller Vielfalt ebenfalls zunehmend stärker verankert. Die entsprechenden Änderungen von Bildungsplänen zogen selbst größeren Protest nach sich, etwa im Zuge der sogenannten „Demos für Alle“.

### Kritische Reflexion von Transphobie in Medien, Öffentlichkeit und Kunst
Transphobie wird auch medial kritisch reflektiert. Ein Beispiel ist der Film Boys Don’t Cry, der den transphoben Mord an Brandon Teena darstellt. Teena wurde 1993 von einigen seiner Freunde vergewaltigt und ermordet, nachdem diese herausgefunden hatten, dass er als trans Mann weibliche körperliche Geschlechtsmerkmale hatte. Die Geschichte wurde außerdem als Theaterstück adaptiert.